# J'ai épousé un Français
Pour plus de détails, voir Fiche technique et Distribution.
J'ai épousé un Français (titre original : Count Your Blessings) est un film américain réalisé par Jean Negulesco, sorti en 1959.

## Fiche technique
- Titre : J'ai épousé un Français
- Titre original : Count Your Blessings
- Réalisation : Jean Negulesco
- Scénario : Karl Tunberg d'après le roman The Blessing de Nancy Mitford
- Production : Karl Tunberg
- Société de production : Metro-Goldwyn-Mayer
- Photographie : George J. Folsey et Milton R. Krasner
- Montage : Harold F. Kress
- Musique : Franz Waxman
- Direction artistique : Donald M. Ashton, Randall Duell et William A. Horning
- Décorateur de plateau : F. Keogh Gleason et Henry Grace
- Costumes : Helen Rose
- Pays de production :  États-Unis
- Langue : anglais
- Format : Couleur (Metrocolor)  – 35 mm – 2,35:1 – Son : 4-Track Stereo (Westrex Recording System)
- Genre : comédie dramatique
- Durée : 102 minutes
- Date de sortie :
  - États-Unis : 23 avril 1959 (New York)

## Distribution
- Deborah Kerr (VF : Jacqueline Porel) : Grace Allingham
- Rossano Brazzi (VF : Roland Ménard) : Charles Edouard de Valhubert
- Maurice Chevalier : Duc de St. Cloud
- Martin Stephens (VF : Dominique Maurin) : Sigismond
- Tom Helmore (VF : Michel Maurette) : Hugh Palgrave
- Ronald Squire (VF : Jean-Henri Chambois) : Sir Conrad Allingham
- Patricia Medina : Albertine
- Mona Washbourne (VF : Hélène Tossy) : Nounou
- Steven Geray : Guide
- Lumsden Hare : John
- Kim Parker : Secrétaire
- Frank Kreig : Touriste (non crédité)
- Les Tremayne : Narrateur (voix) (non crédité)